# Iulian Urban
Iulian Urban (n. 12 iulie 1975, București) este un senator român. La 30 noiembrie 2008 a devenit senator de Ilfov.